# Abudefduf concolor
Abudefduf concolor, morska riba porodice češljoustki (Pomacentridae) iz istočnog Pacifika raširena od Kalifornijskog zaljeva do Galapagosa, uključujući i otoke Cocos i Malpelo Islands. Slična ostalim Abudefdufima po karakterističnim okomitim tamnim prugama kojih ima šest.
Zadržava se uz stjenovite obalne grebene na dubinama do 12 metara. Može narasti maksimalno 19 centimetara, ali prosječna joj je dužina 10 cm. Jaja su pridnena pričvrščena uz neku podlogu koje mužjaci čuvaju.
Globalno je poznata kao Night sergeant, u Meksiku je nazivaju petaca, a u Ekvadoru tono i ayangue pardo.